# ジョニー・ウィーバー
ジョニー・ウィーバー（Johnny Weaver、本名：Kenneth Eugene Weaver、1935年11月17日 - 2008年2月15日）は、アメリカ合衆国のプロレスラー。イリノイ州イーストセントルイス出身。
日本では「ジョニー・ウェーバー」とも表記される。"The Dean of Wrestling" の異名を持つ技巧派のベビーフェイスとして、NWAのミッドアトランティック地区を主戦場に活動した。

## 来歴
ストックカーのレーサーを経て、1955年にデビュー。ジョニー・エース（Johnny Ace）と名乗って各地を転戦後、1960年代よりリングネームをジョニー・ウィーバー（Johnny Weaver）に定着させ、1961年から1962年にかけてはオハイオやインディアナなどの中西部において、サニー・ウィーバーことサニー・マイヤースとのタッグチームで活動した。
その後、長年の主戦場となるノースカロライナのミッドアトランティック地区に進出、1963年12月2日にカウボーイ・ボブ・エリスと組み、リップ・ホーク&スウェード・ハンセンからNWA南部タッグ王座を奪取。以降はジョージ・ベッカーをパートナーに、ラリー・ハミルトン&パンピロ・フィルポやミネソタ・レッキング・クルー（ジン・アンダーソン&オレイ・アンダーソン）などのチームを破って同王座を再三獲得。シングルでは1967年から1968年にかけて、ミズーリ・モーラーやヒロ・マツダとNWA南部ヘビー級王座を争った。
1970年代前半はドリー・ファンク・ジュニアのNWA世界ヘビー級王座に再三挑戦して引き分けており、1972年2月14日にはテキサス・デスマッチでも雌雄を決した。1974年8月には全日本プロレスに初来日、同時参加したファンク・ジュニアのパートナーとなって、ジャイアント馬場&ジャンボ鶴田の師弟コンビとも対戦している。
主戦場のミッドアトランティック（ジム・クロケット・ジュニア主宰のMACW）ではジョニー・バレンタイン、ブルート・バーナード、イワン・コロフ、スーパー・デストロイヤーと抗争。他地区での活躍も続け、フロリダ地区では1975年2月18日、ディック・スレーターと組んでドミニク・デヌーチ&トニー・パリシからNWAフロリダ・タッグ王座を奪取。1976年10月14日にはテキサス州アマリロにて、MACWでタッグを組んでいたアート・ネルソンが正体のスーパー・デストロイヤーを破り、NWAインターナショナル・ヘビー級王座を獲得した。
1970年代後半よりMACWに定着し、1978年3月5日にバロン・フォン・ラシクからNWAミッドアトランティックTV王座を奪取。以降もベテランのベビーフェイスとして、マスクド・スーパースター、キム・ドク、ケン・パテラ、リック・フレアー、グレッグ・バレンタイン、レイ・スティーブンス、ロディ・パイパーらと対戦。1981年は、上期にデューイ・ロバートソンと組んでミスター・フジ&天龍源一郎、11月27日にジェイ・ヤングブラッドと組んでニコライ・ボルコフ&クリス・マルコフを破り、NWAミッドアトランティック・タッグ王座を2回獲得。1983年11月24日に開催された『スターケード』の第1回大会では、スコット・マギーをパートナーにケビン・サリバン&マーク・ルーインと対戦した。
1986年のセミリタイア後はMACWのブッカーおよびコメンテーターとして活動。1987年11月には悪党マネージャーのJ・J・ディロンやマツダを相手に試合にも出場したが、翌1988年のテッド・ターナーによるMACW買収に伴いプロレス界を離れた。
引退後はMACWの本拠地だったノースカロライナ州シャーロットにて、保安官代理を19年間務めていた。1995年5月20日には、ジム・コルネットが主宰していたスモーキー・マウンテン・レスリングのイベント "Carolina Memories" に、ミスター・レスリング、エイブ・ジェイコブズ、ネルソン・ロイヤル、マグナムTAらと共にレジェンドとして出席した。
2008年2月15日、72歳で死去。

## 得意技
- ウィーバー・ロック（スリーパー・ホールド）
- ウィーバー・ロール（スクールボーイ）

## 獲得タイトル
ミッドアトランティック・チャンピオンシップ・レスリング
- NWAミッドアトランティックTV王座：1回[11]
- NWA南部ヘビー級王座（ミッドアトランティック版）：3回[5]
- NWA南部タッグ王座（ミッドアトランティック版）：8回（w / カウボーイ・ボブ・エリス、ジョージ・ベッカー×7）[4]
- NWAアトランティック・コースト・タッグ王座：6回（w / ジョージ・ベッカー×4、アート・ネルソン×2）[16]
- NWAミッドアトランティック・タッグ王座：2回（w / デューイ・ロバートソン、ジェイ・ヤングブラッド）[12]

チャンピオンシップ・レスリング・フロム・フロリダ
- NWA南部タッグ王座（フロリダ版）：1回（w / ジョージ・ベッカー）[17]
- NWAフロリダ・タッグ王座：1回（w / ディック・スレーター）[9]

NWAウエスタン・ステーツ・スポーツ
- NWAインターナショナル・ヘビー級王座（アマリロ版）：1回[10]

イースタン・スポーツ・アソシエーション
- ESA北米ヘビー級王座（マリタイム版）：1回[18]